# Tabák selský
Tabák selský, lidově machorka (Nicotiana rustica), je rostlina z čeledi lilkovité (Solanaceae), používaná k výrobě tabáku.

## Synonyma
- Nicotiana asiatica Schult.
- Nicotiana rugosa Mill.
- Nicotiana pavonii Dunal.
- Nicotiana humilis Link.

## Popis
Tabák selský je jedovatá, jednoletá, až 120 cm vysoká, žláznatě chlupatá bylina. Květy jsou žluté pětičetné se srostlými korunními plátky.

## Jedovatost
Všechny části rostliny, které obsahují hlavní obsahový alkaloid nikotin, jsou jedovaté.

## Pěstování
Pěstuje se na těžké, hnojené půdě, často zavlažované. Suší se na slunci. Rostlina je původní v Americe. Dnes je pěstována komerčně v mnoha zemích světa.

## Použití
Původní americká etnika používají tabák v šamanismu. Severoameričtí i amazonští indiáni jej kouří při rituálech z dýmek, v oblasti Karibiku a Guyany se užívají i doutníky, venezuelští indiáni tabák šňupají a některé kmeny jako například Janomamové jej žvýkají. Užívání tabáku bylo tradičně rozšířeno v celé Americe kromě And, kde se tradičně žvýkají listy koky. Pro severoamerické indiány má kouření tabáku duchovní význam, užívají při něm rituální dýmku - kalumet s hlavičkou z červeného jílovce catlinitu a rákosovou troubelí zdobenou peřím. Kalumet se kouřil při uzavírání míru, při rokování i během rituálů, jeho stoupající kouř podle Lakotů představuje spojení člověka s Velkým duchem. Indiáni zřídkakdy kouří čistý tabák, užívají spíš směsi s jinými aromatickými rostlinami. Apačové jej například mísí s borůvčím a listy medvědice lékařské, Lakotové a Šajeni přidávají kůru svídy.
Tabákový průmysl používá především listy rostliny, které se většinou fermentují k výrobě tabákové směsi do vodních dýmek se používá v Bangladéši, Afghánistánu, Íránu, Iráku, Turecku a jižních částech bývalého SSSR, v Indii a Pákistánu, k výrobě cigaretových směsí v Bangladéši, Pákistánu, Rusku (Беломорканал neboli Bělomorky) a k výrobě žvýkacího tabáku v Pákistánu, Indii, Alžírsku. Pro výrobu většiny druhů cigaret a doutníků se používá tabák virginský.
Rostlina se využívá rovněž k výrobě alkaloidů nikotinu, anabasinu a kyseliny citrónové a kyseliny jablečné v Africe a Brazílii.

## Variety
- Nicotiana rustica var. texana
- N. rustica var. jamaica
- N. rustica var. brasilia
- N. rustica var. asiatica
- N. rustica var. humilis
- N. rustica var. scabra

## Fotografie

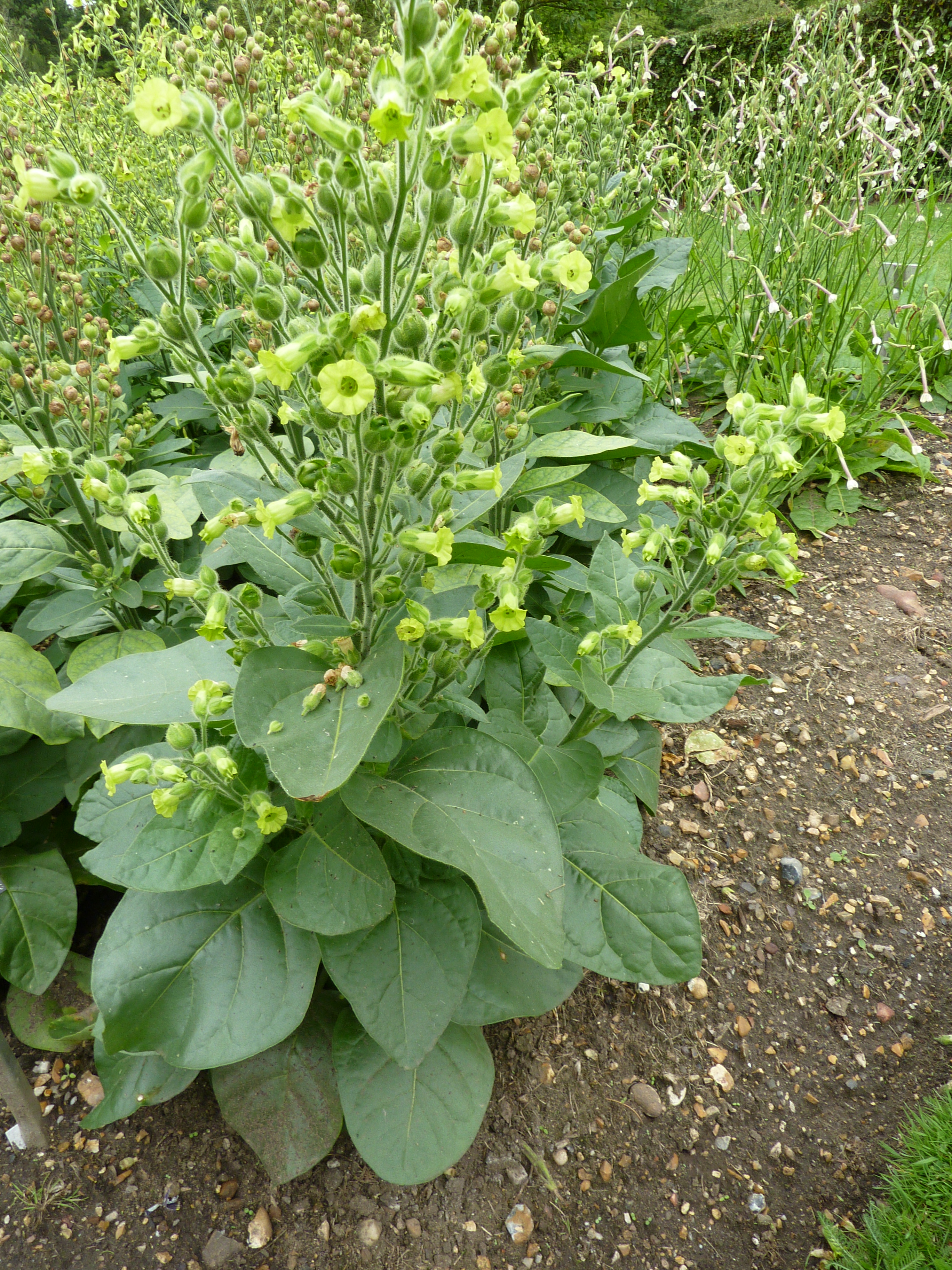
Kvetoucí tabák selský
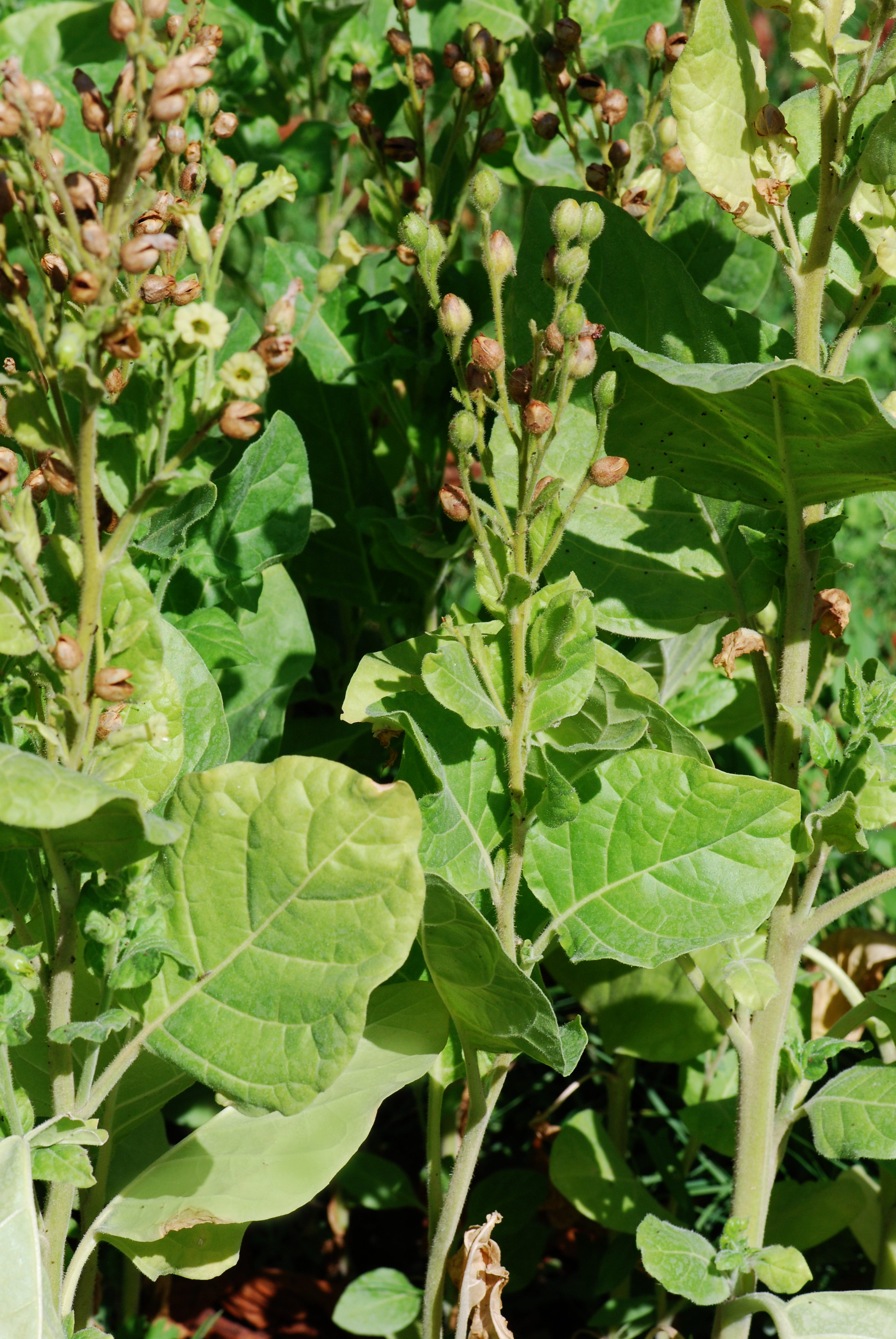
Rostlina tabáku selského s plody
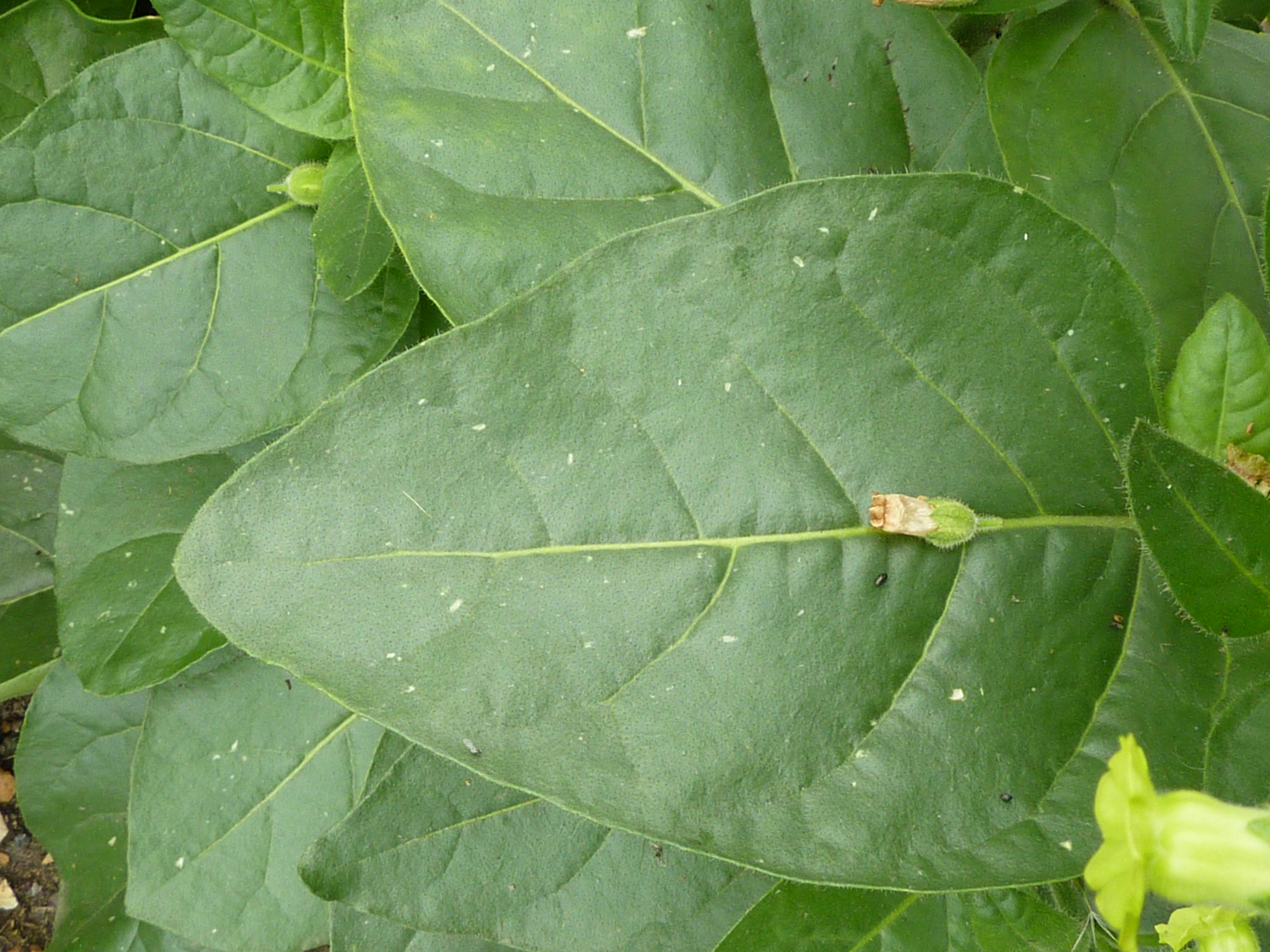
List tabáku selského
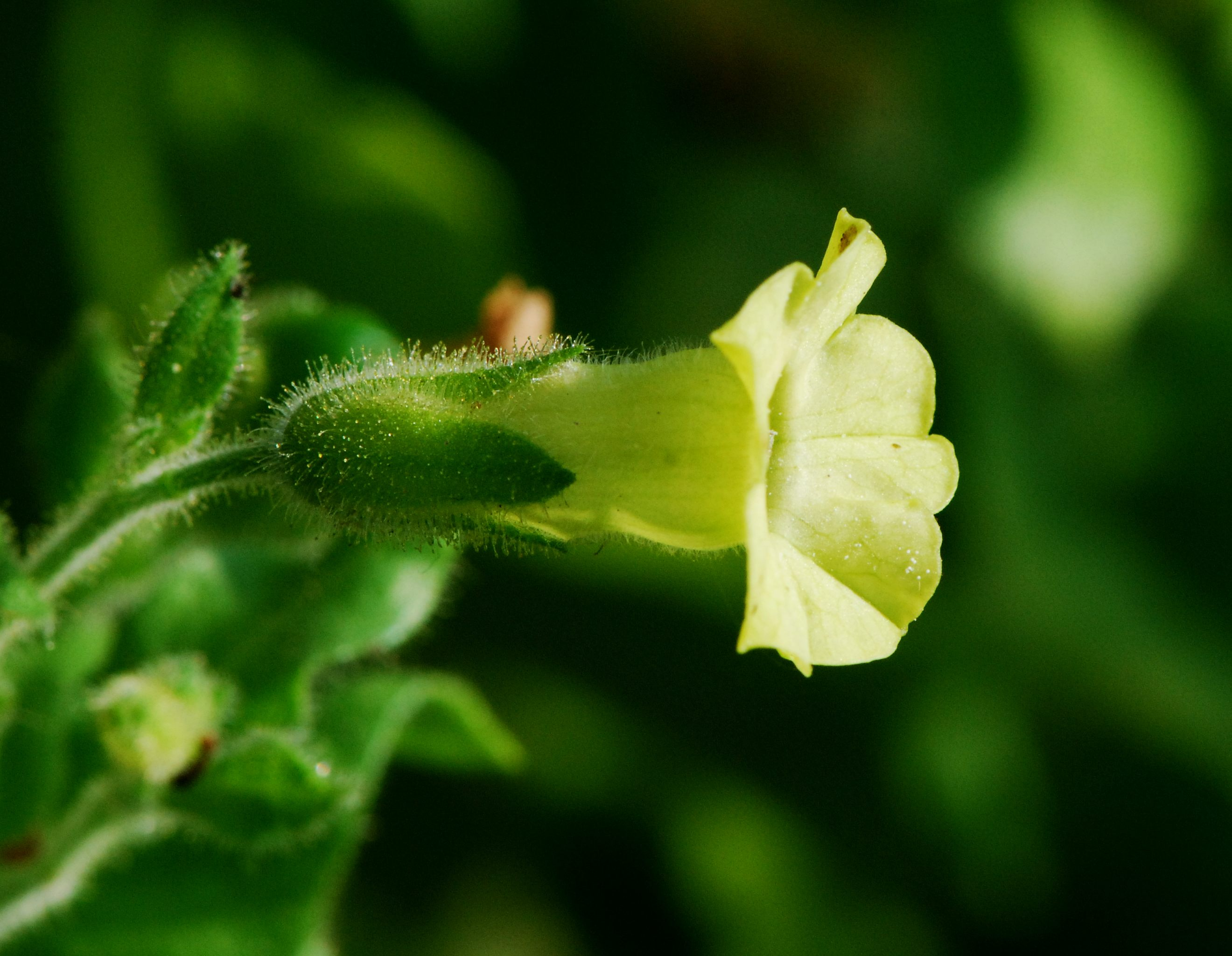
Květ tabáku selského
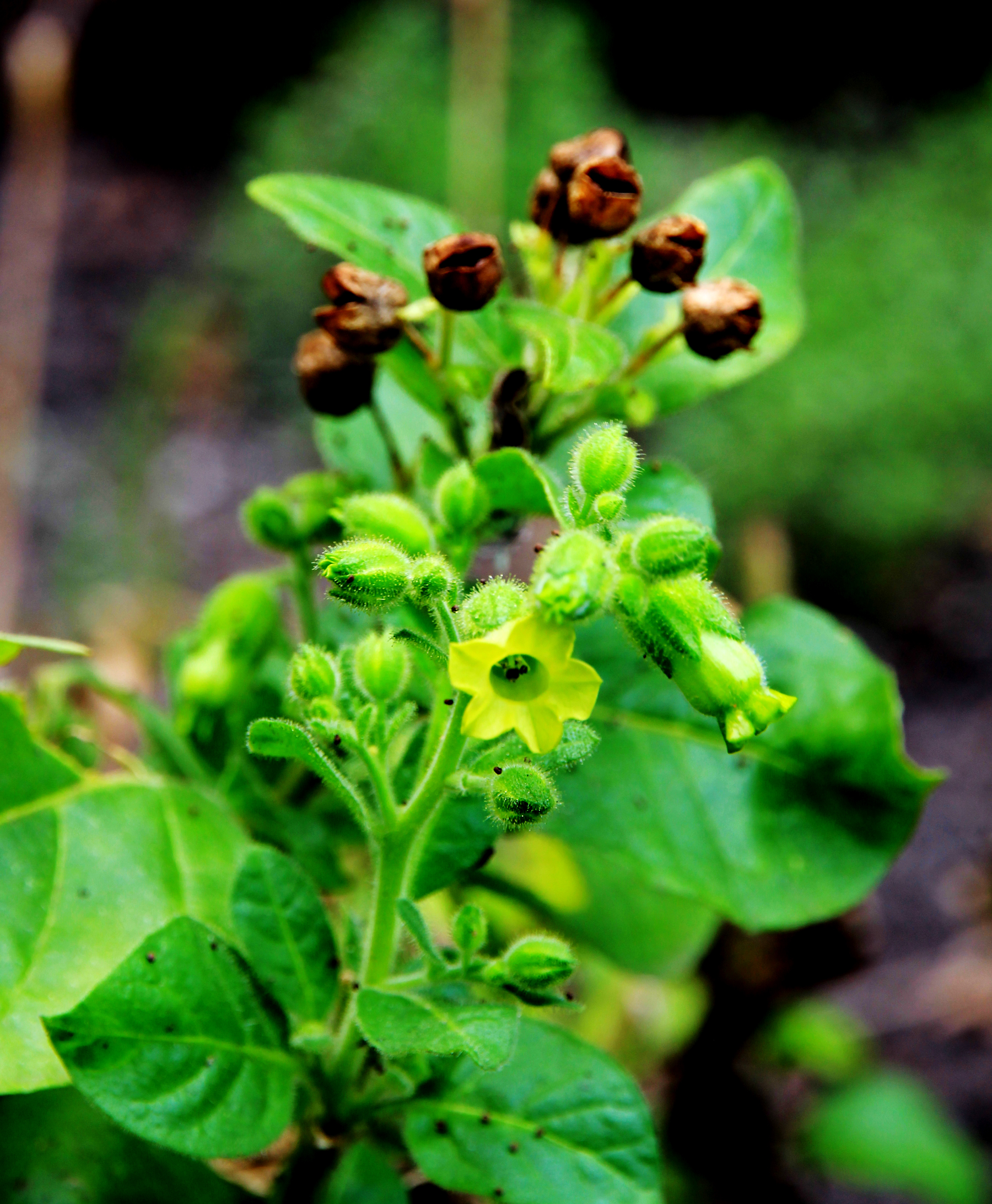
Květy a plody
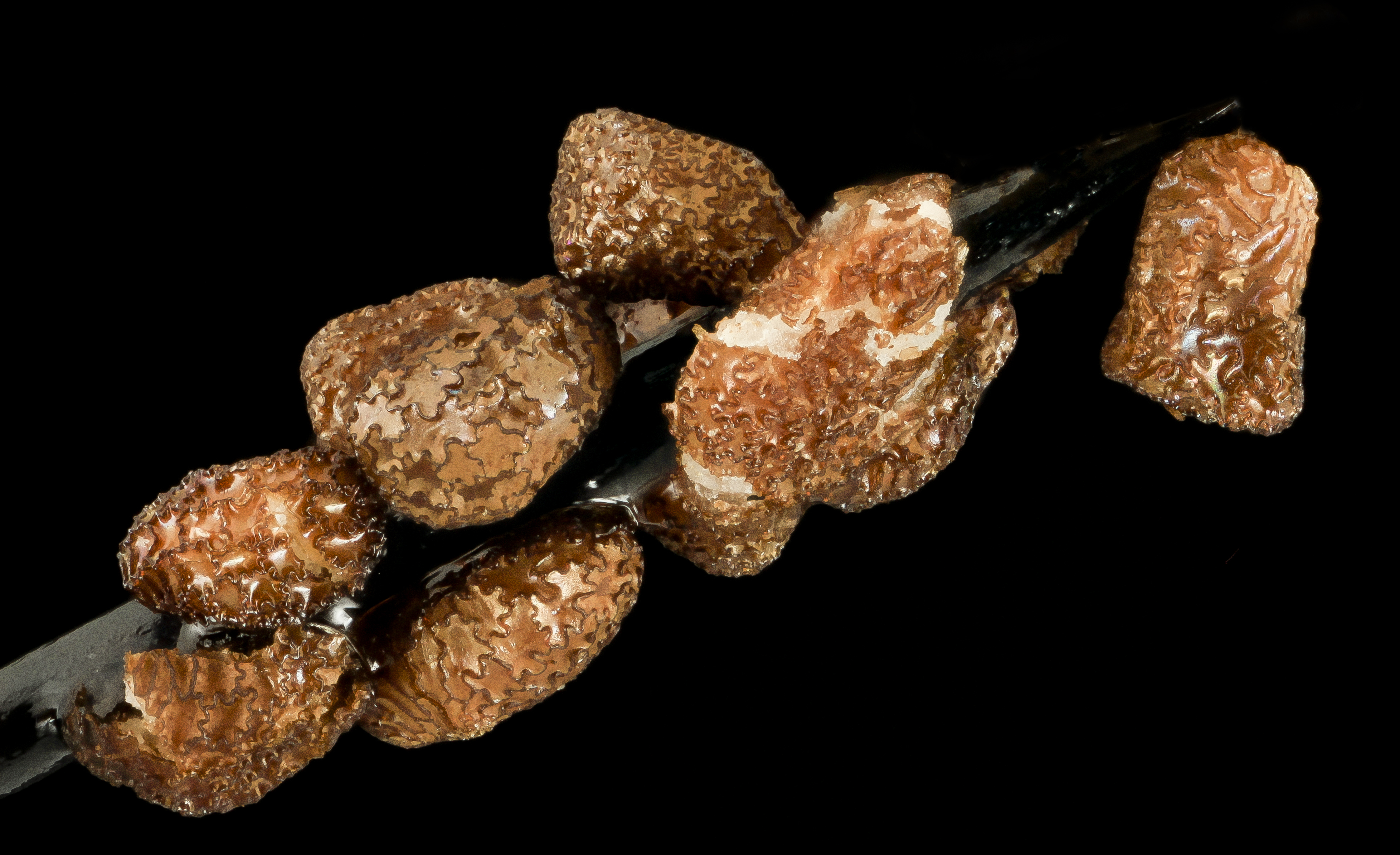
Semena